# Tintin és a cápák tava
A Tintin és a cápák tava (eredeti cím franciául: Tintin et le lac aux requins, angolul: Tintin and the Lake of Sharks) 1972-ben bemutatott francia–belga kalandfilm, amely Hergé azonos című képregény-sorozata alapján készült. Az animációs játékfilm rendezője Raymond Leblanc, a producere Eddie Lateste. A forgatókönyvet Jos Marissen, Eddie Lateste, Michel Régnier, Rainer Gocksch és Jean-Michel Charlier írták, a zenéjét François Rauber szerezte. A mozifilm a Belvision és a Dargaud Films gyártásában készült, a Gaumont forgalmazásában jelent meg.
Franciaországban 1972. december 13-án, Magyarországon 1984. február 9-én mutatták be a mozikban. Új magyar változattal a Tintin kalandjai című filmsorozatként 2005. december 27-én a Duna TV-n került műsorra.

## Szereplők
| Szereplő                                 | Eredeti hang     | Magyar hang                      | Magyar hang                        |
| Szereplő                                 | Eredeti hang     | 1. magyar változat (MOKÉP, 1983) | 2. magyar változat (Duna TV, 2005) |
| ---------------------------------------- | ---------------- | -------------------------------- | ---------------------------------- |
| Tintin                                   | Philippe Ogouz   | Perlusz Péter                    | Bartucz Attila                     |
| Andriska / Niko                          | Jacques Vinitzki | Székely Dávid                    | Varga Olivér                       |
| Annuska / Noushka                        | Marie Vinitzki   | Váraljai Alexandra               | Bogdányi Titanilla                 |
| Rumdock kapitány/ Haddock kapitány       | Claude Bertrand  | Szabó Ottó                       | Szabó Sipos Barnabás               |
| D egyes / Thomson                        | Guy Pierauld     | Balázs Péter                     | Szombathy Gyula                    |
| D kettes /Thompson                       | Paul Rieger      | Felföldi László                  | Józsa Imre                         |
| Tornádó professzor / Calculus professzor | Alfred Pasquali  | Márton András                    | Cseke Péter                        |
| Rostapalika / Rastapopolous              | Serge Nadaud     | Képessy József                   | Barbinek Péter                     |
| Bianca Castafiore                        | Micheline Dax    | Czigány Judit                    | Dallos Szilvia                     |
| Falat asszony                            | Nathalie Nerval  | Gyimesi Pálma                    | Bodrogi Attila                     |
| Rendőrőrmester                           | Alain Nobis      | Papp János                       | Cs. Németh Lajos                   |
| Álpilóta                                 | N/A              | Balázsi Gyula                    | Izsóf Vilmos                       |
| Rastapopolous segédje                    | N/A              | Dengyel Iván                     | Varga Rókus                        |